# Colomba (téléfilm, 1982)
Pour les articles homonymes, voir Colomba.
Colomba est un téléfilm franco-italien en deux parties réalisé en 1982 par Giacomo Battiato, adapté de la nouvelle de Prosper Mérimée. Il a été diffusé pour la première fois les 11 et 12 mars 1982 sur TF1.

## Résumé
Le père de Colomba est assassiné. Deux ans après, elle demande à Orso, son frère, de le venger.

## Distribution
- Anne Canovas : Colomba
- Jean Boissery : Orso
- Alain Cuny : Barricini père
- Flavio Andreini : Vincentello
- Elisabeth Pozzi : Lydia Nevil
- Umberto Orsini : Colonel Nevil
- Flavio Graziosi : le préfet
- Stanko Molnar : le curé
- Carlo Monni : Brandolaccio